# Marko Dobretić
Marko Dobretić (Brnjići, 1713. – Fojnica, 8. siječnja 1784.) bio je hrvatski katolički prelat iz BiH, biskup i apostolski vikar u Bosni.

## Životopis
Osnovno školovanje primio je u franjevačkom samostanu u Fojnici. Zatim je filozofiju i teologiju studirao u Dalmaciji i Italiji. Od 1740. do 1757. predavao je filozofiju, dogmatiku i moral u Firenci. Kada je bosanska provincija bila 1757. svedena na status kustodije Dobretić je imenovan prvim kustosom (1757.–1758.), a kasnije i provincijalom (1758.–1762.). Godine 1764. dok je boravio u Fojnici završio je u zatvor te mu se sudilo pred pašom u Travniku. Kaasnije je bio oslobođen uz veliku otkupninu.
Godine 1768. izabran je ponovno za provincijala (1768.–1771.). Dana 12. prosinca 1772. papa Klement XIV. imenovao ga je naslovnim eretrijskim biskupom (Eretria na otoku Evvoji u Egejskom moru) te apostolskim vikarom u Bosni i Hercegovini. Za vrijeme biskupovanja obavio je tri biskupske vizitacije (1773., 1777., 1780.).

## Djela
- „Kràtko skupgliegne chiudorednè, illiti moralne bogoslovcze svarhu sedam Katoliçanske Czarkvè Sakramenatah... za obchienuh sluxbu Paròkah, ilti Xupnikah Nàroda Slovinskoga...” (Ankona, 1782.)[1]

### Članci
- Zirdum, Andrija. 1993. Dobretić, Marko. Hrvatski biografski leksikon. Zagreb.  journal zahtijeva |journal= (pomoć)